# 4139 Ulʹyanin
4139 Ul'yanin è un asteroide della fascia principale. Scoperto nel 1975, presenta un'orbita caratterizzata da un semiasse maggiore pari a 3,1403920 UA e da un'eccentricità di 0,1723727, inclinata di 1,59004° rispetto all'eclittica.